# Нойо
Нойо (англ. Noyo River) — река на западе Северной Америки. Течет по территории штата Калифорнии США.
Берет своё начало на северных склонах Калифорнийского побережья. Длина реки составляет около 48 км. Имеет ряд мелких притоков. Впадает в Тихий океан. Площадь её бассейна насчитывает 293 км².
Является местом нереста лососёвых рыб.